# 中洲惠濟宮
中洲惠濟宮，位於臺南市學甲區光華里，台灣台南中洲市道174旁。是學甲十三庄中洲庄頭的庄廟之一，在學甲慈濟宮代表選舉規畫為西部郊區，也因為是13庄中的47角頭之一，因此為學甲慈濟宮上白礁與刈香的主要參加廟宇。此外，廟裡主要由中洲陳姓祭祀並主事廟務。
行政位置原位於，在日人佔據臺灣時曾規畫於中洲一保，臺灣光復後設為光明村，其後學甲升格為鎮後改為光明里，後又因實施行政區域簡化，與民吉、西進、白渚等 4個里合併為中洲里，故目前惠濟宮在中洲里境內。

## 歷史沿革
1782年（乾隆四十七年）中洲陳姓先民以草寮祭祀保生大帝和中壇太子。1866年（同治五年）將草寮改建為瓦屋。1935年（昭和十年），廟宇年久失修，遭受風雨浸蝕，廟宇進行重修。1946年（民國三十五年）惠濟宮執事長輩倡議成立宋江館組織武丁武陣護衛庄頭，於是在廟外港仔底南建置中洲惠濟宮宋江館作為團練地點。而後到1971年（民國六十年），為增祀觀音佛祖，增建後殿（惠福寺），並一同進行前殿鐘鼓樓增建與前殿神龕改建等工程。三年後完工，於1975年（民國六十四年）舉行三朝慶成祈安清醮。1980年（民國六十九年），又因前殿廟頂嚴重漏水，經信徒代表大會決議，將全部廟頂改修為南式剪黏，並將廟宇內外各項相關設施合併全面重修。工程歷時八年，終於在1989年（民國七十八年）完工，形成廟宇現時樣貌，並於同年農曆10月25日舉行三朝慶成祈安清醮。

## 祭祀神祇[10]
- 正殿：主祀保生大帝，陪祀謝府元帥、中壇元帥、註生娘娘、福德正神、玄天上帝、太保爺、天上聖母、田府元帥、黑虎將軍、五營兵將。
- 後殿（惠福寺）：主祀觀音佛祖，旁祀伽蘭爺、韋馱爺、十八羅漢。

## 祭祀慶典
- 每年參與農曆3月11日學甲慈濟宮上白礁謁祖進香繞境，以及四年一科的學甲香。
- 農曆3月15日保生大帝聖誕。
- 農曆9月8日中壇元帥聖誕前，舉行送火王。
- 農曆9月9日中壇元帥聖誕。

## 圖集

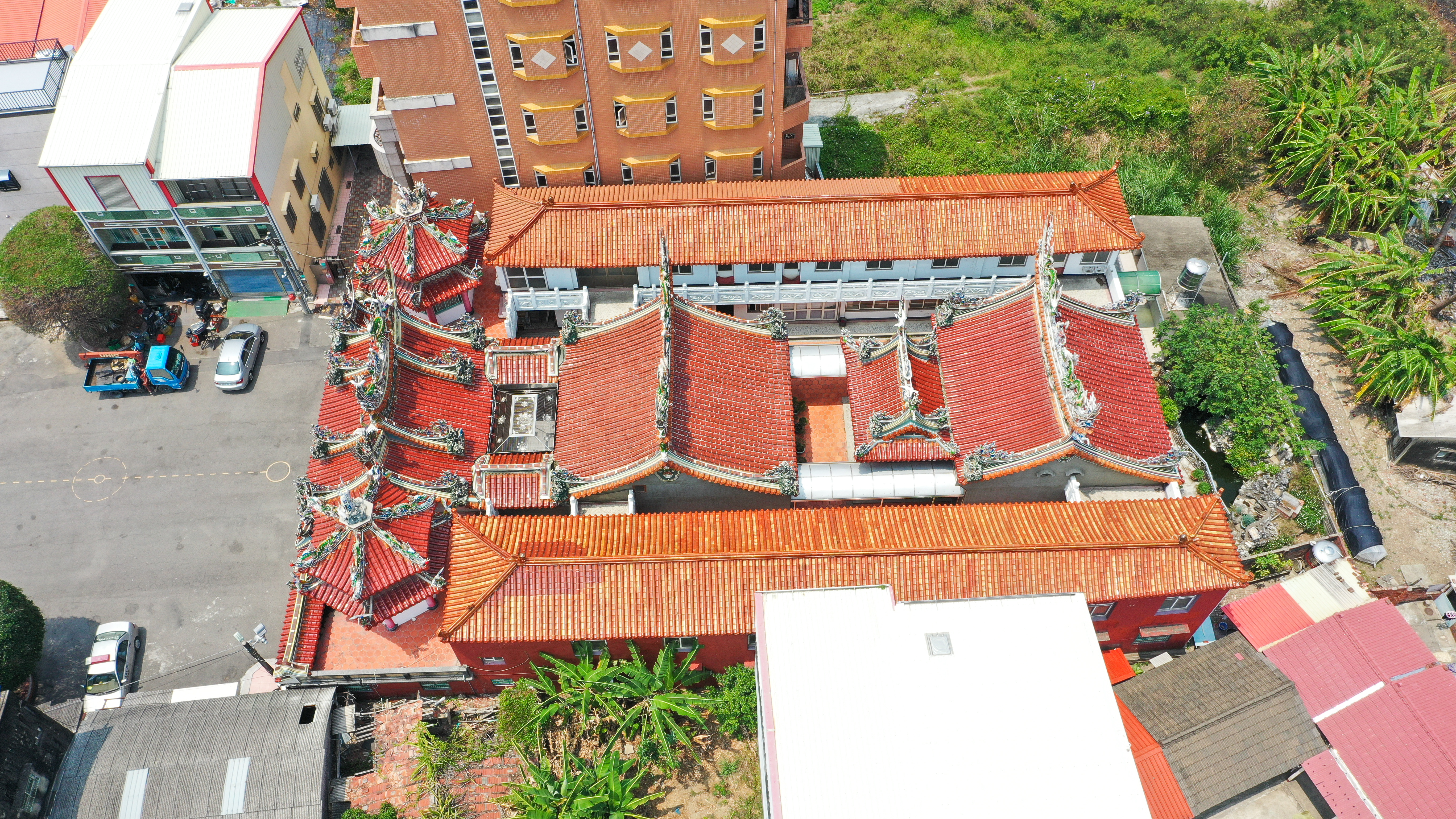
學甲中洲惠濟宮-空照
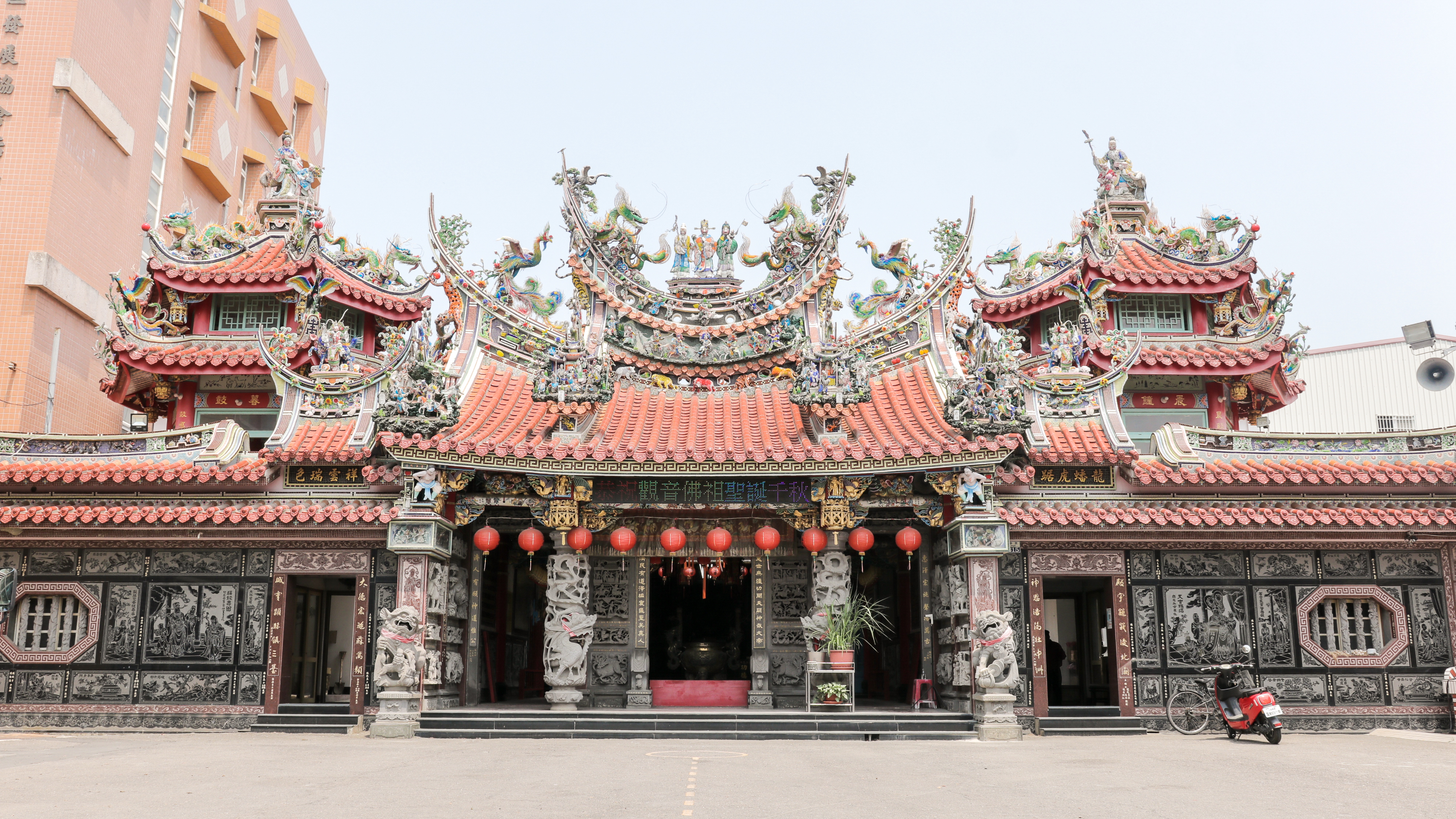
學甲中洲惠濟宮-正門
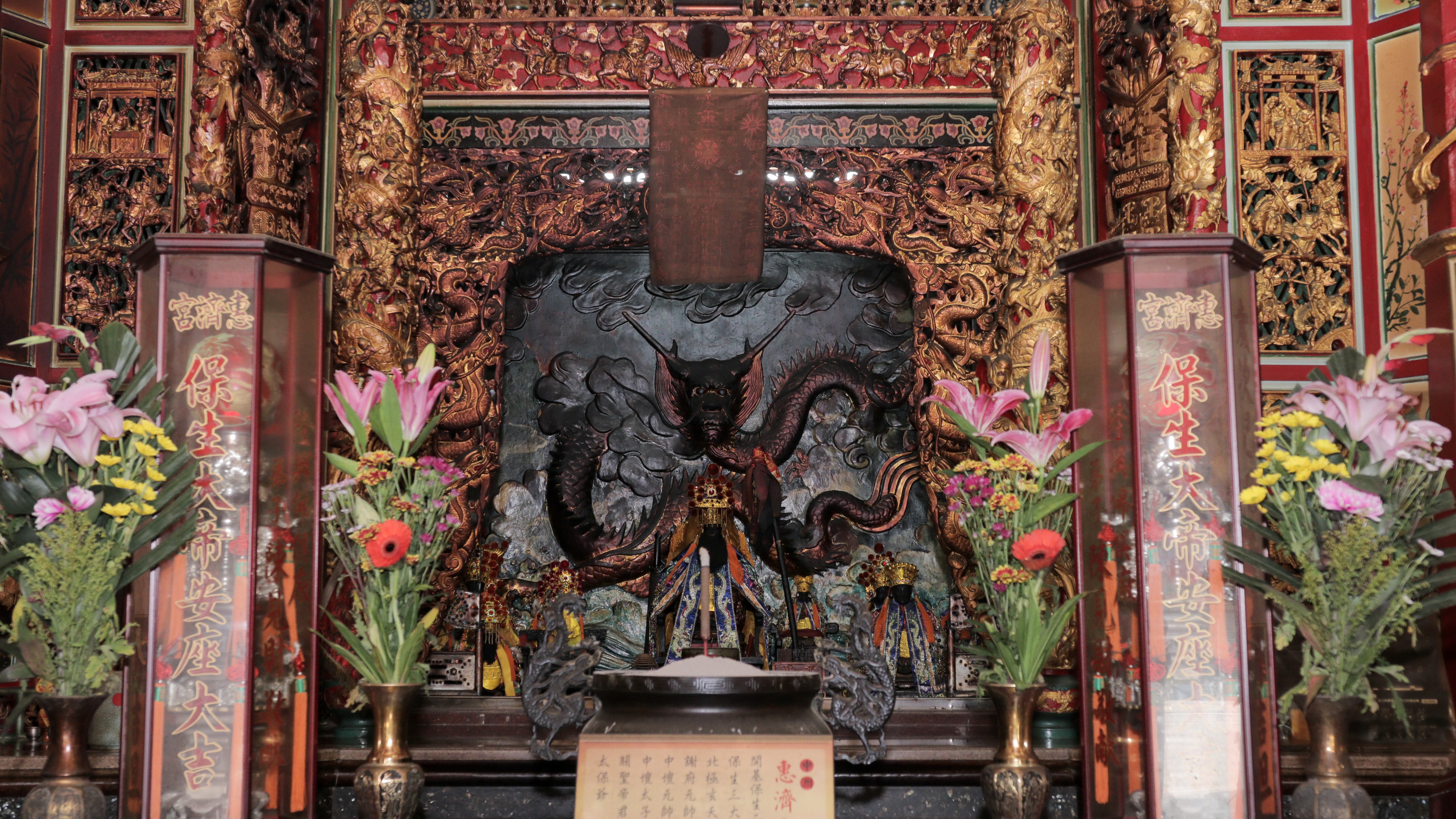
學甲中洲惠濟宮-神龕
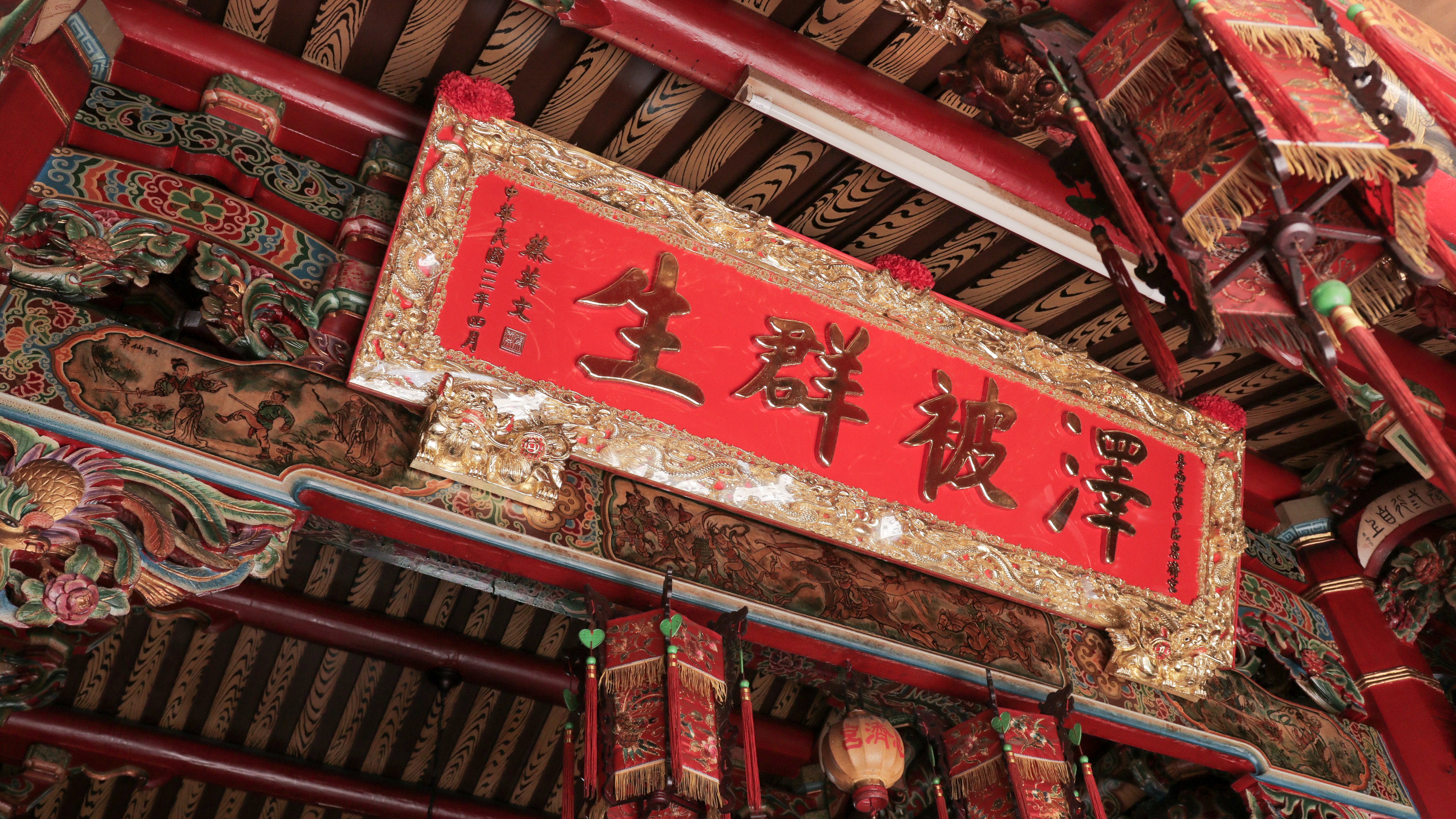
學甲中洲惠濟宮-匾額
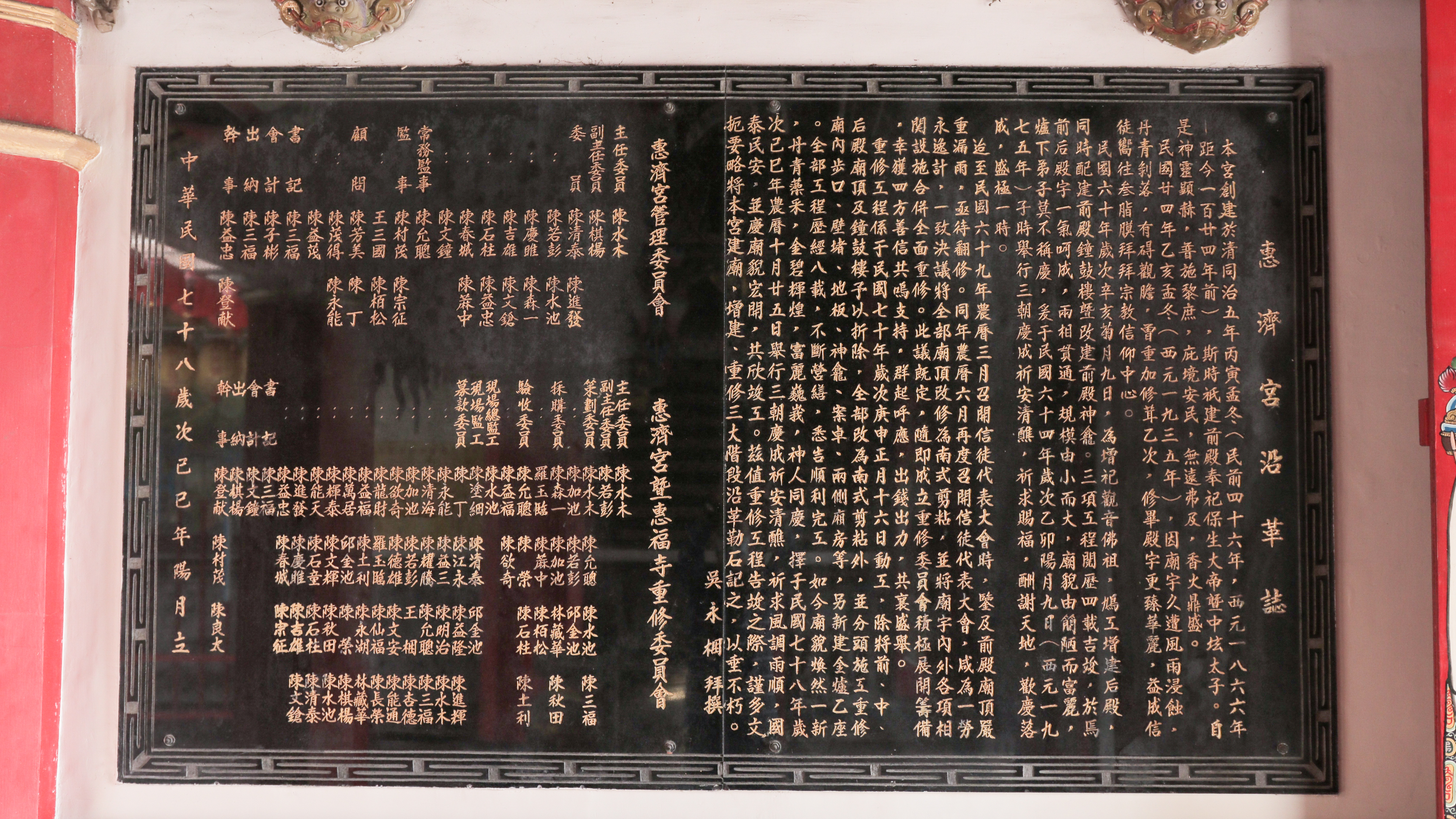
學甲中洲惠濟宮-沿革碑
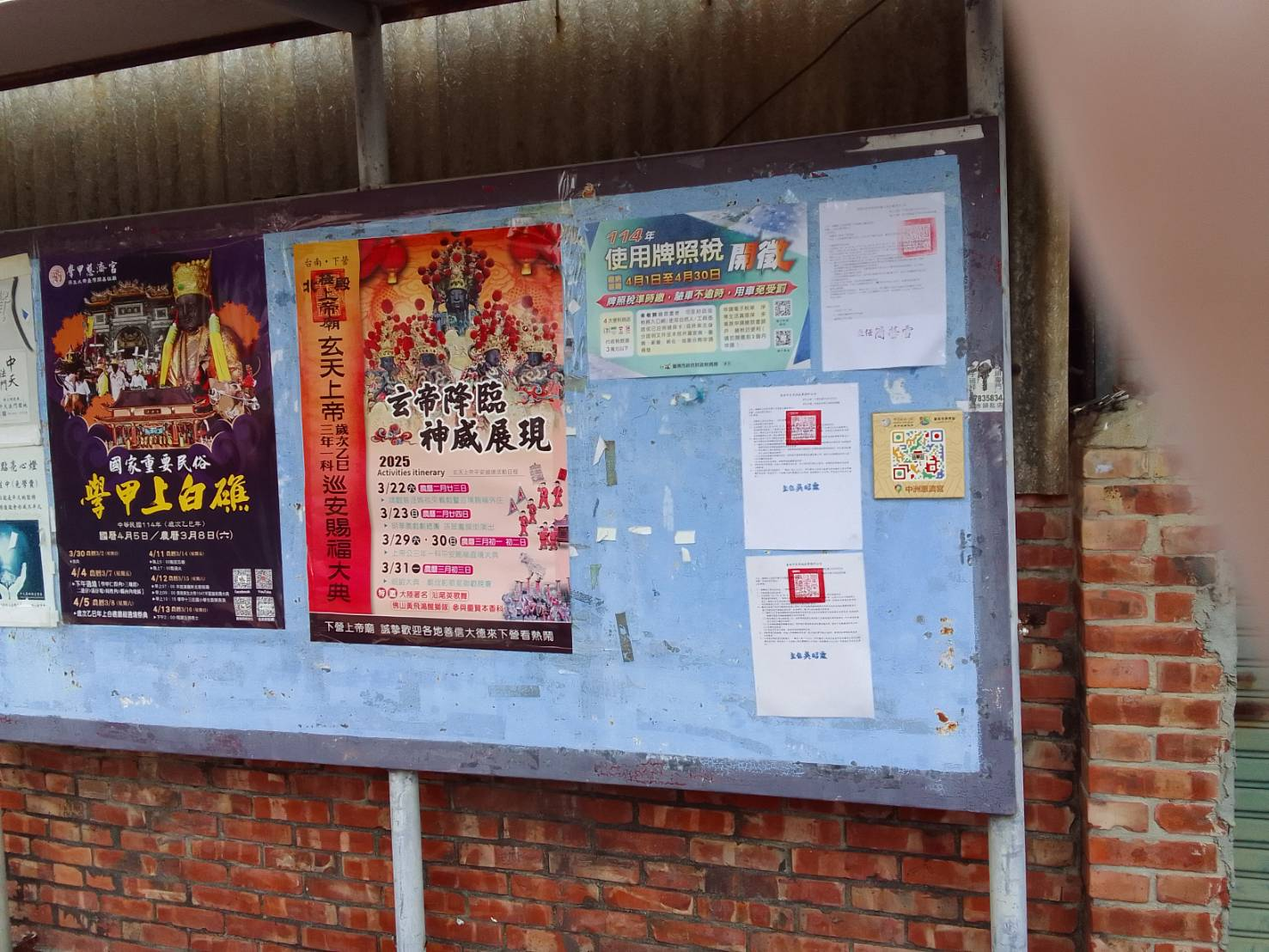
中洲惠濟宮-公告欄與維基百科地標磁牌

## 外部連結
- 學甲中洲惠濟宮